# Italochrysa jubilaris
Italochrysa jubilaris is een insect uit de familie van de gaasvliegen (Chrysopidae), die tot de orde netvleugeligen (Neuroptera) behoort. 
Italochrysa jubilaris is voor het eerst wetenschappelijk beschreven door Navás in 1925.